# Berde Mária

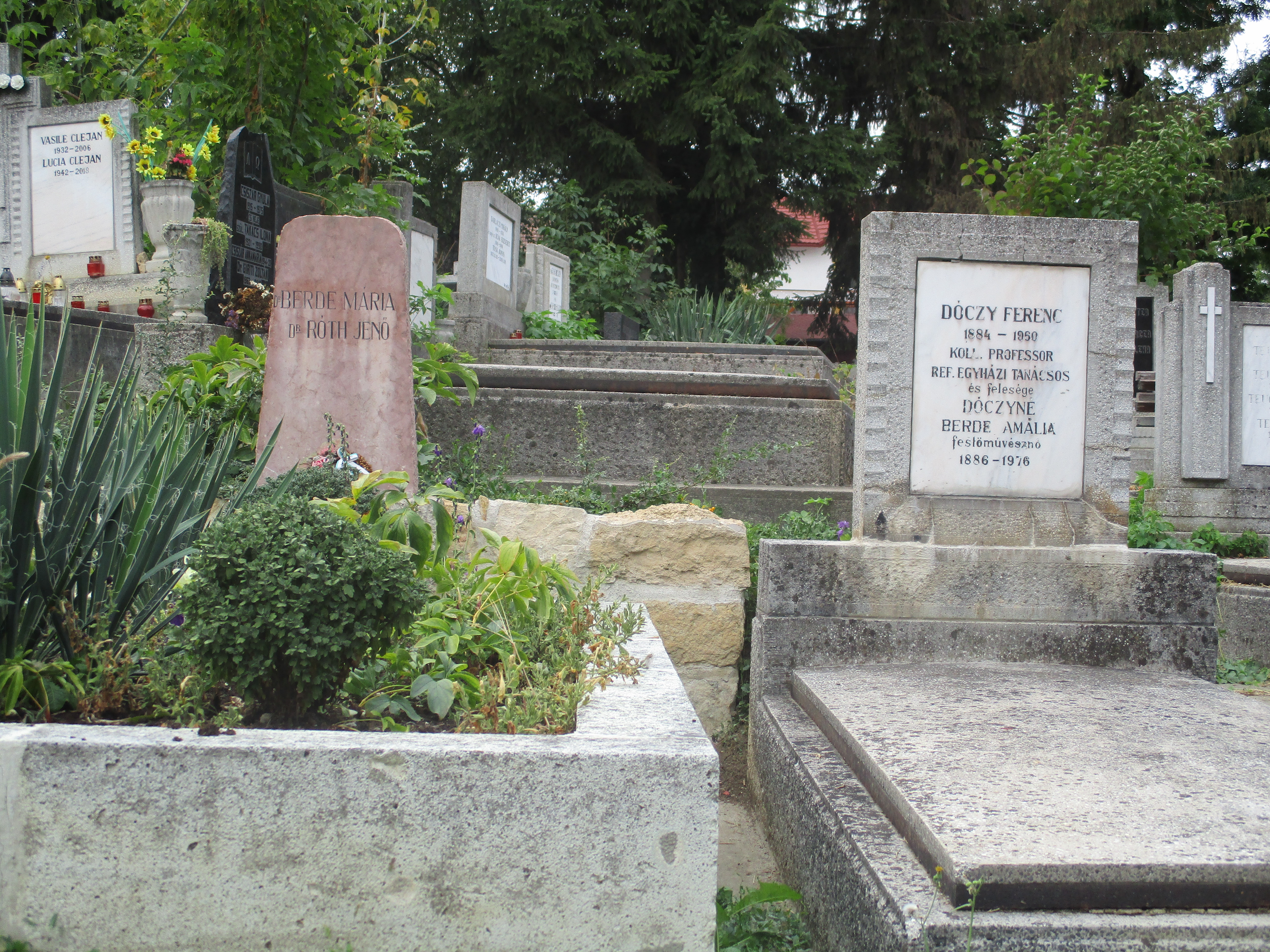
Sírja a Házsongárdi temetőben, testvére, Dóczyné Berde Amál sírja mellett

Berde Mária Julianna, teljes nevén Berde Juliánna Mária, asszonynevén Róth Jenőné (Kackó, 1889. február 5. – Kolozsvár, 1949. február 20.) erdélyi magyar író, költő, műfordító, tanár. Berde Amál testvérhúga. Használta a Laborfalvi Berde Mária, 1924-től pedig az R. Berde Mária nevet is (férje, Róth Jenő német irodalomszakos tanár után).

## Élete
Régi erdélyi értelmiségi család sarja, Berde Amál testvére; édesapjuk református lelkész, majd a nagyenyedi teológia tanára. Nagyenyeden végezte a középiskolát, első verse diákkorában, 1906-ban jelent meg a Pesti Naplóban. A kolozsvári egyetem bölcsészkarán magyar-német nyelv- és irodalomból doktorált; a költő Baumberg Gabrielláról, Batsányi János feleségéről írt disszertációjának anyagát Bécsben gyűjtötte. 1912-ben jelent meg első verskötete a Modern Könyvtár sorozatban. Az angol és német nyelv tanulása végett Münchenbe utazott, tanulmányútja idején – amelynek Az örök film című modern formaeszközökkel megírt diákregényében állít emléket – súlyos tüdőbajt szerzett. Betegségét, mely kihatott egész életére, egy svájci szanatóriumban gyógyíttatta. Itt szerzett élményeit később, első érett regényében, a Thomas Mann hasonló tárgyú és problematikájú Varázshegyével egy időben megjelent Haláltáncban dolgozta fel. 1917-től 1920-ig a nagyenyedi Bethlen Kollégium tanára.
Pályájának új szakasza a forradalmak után kezdődött, a továbbiakban munkájának dandárja a próza. Kezdettől bekapcsolódott a kibontakozó irodalmi életbe, az Erdélyi Irodalmi Társaság (1919) és a Kemény Zsigmond Társaság tagjául (1920), majd alelnökéül választotta. Marosvásárhelyi tanársága idején az Erdélyi Szemle, majd a Zord Idő szerkesztője (1920–21), a Tüzek, Napkelet munkatársa volt. Szépirodalmi alkotásai és cikkei a legtekintélyesebb erdélyi, budapesti és szlovákiai magyar lapokban jelentek meg. Sokat tett az együttélés érdekében, előadás-sorozatokban népszerűsítette a román irodalom jeleseit. Már 1923-ban cikket írt egy erdélyi szabad írói munkaközösség szükségességéről, később az Erdélyi Helikonba Kuncz Aladár felkérésére írt Vallani és vállalni című nagy hatású cikkével (Erdélyi Helikon, 1929/8) az időszerű társadalmi témák mellett állt ki a múltba menekülő történelmi regények akkori divatjával szemben; írót és kiadót egyaránt serkentve kiváltotta az erdélyi magyar írók népi és városi irányzatai éles vitáját.
Kuncz Aladár halála után elhidegült az Erdélyi Helikontól, többek között az alakulóban levő romániai magyar irodalomról, főképp a marosvásárhelyi szervezkedésekről szóló regénye, a Szentségvivők kiadásának elutasítása miatt. 1931 őszén került Nagyváradra mint a kereskedelmi leányiskola német-magyar szakos tanára, ahol főmunkatársa lett az Írás című rövid életű irodalmi, művészeti és zenei hetilapnak; regényét Marokszedők cím alatt 1932-ben a Nagyvárad című lap közli folytatásokban. Olosz Lajos, Szombati-Szabó István és Tabéry Géza társaságában 1933-ban létrehozta az EMÍR (Erdélyi Magyar Írói Rend) csoportosulását és könyvkiadó vállalatát, amelyben 1937-ig tevékenykedett.
Írói pályája utolsó szakaszának kezdetén, 1934-ben szakít végleg az Erdélyi Helikonnal. Legérettebb regényeit azután írja. Emberi és írói magatartásával a második világháború után is a haladás szolgálatában állt, állandóan betegeskedve is szerepet vállalt az újjászerveződő irodalmi életben. A Világosság, Szabad Szó, Népakarat és Utunk közli verseit, széles tematikát felölelő novelláit, tanulmányait és cikkeit. Egyik alapítója és haláláig főszerkesztője a Dolgozó Nőnek.

## Munkássága
Halk szavú, az epikum felé hajló, szimbolista stíluseszközöket kedvelő, a természet minden rezdülésére érzékeny lírikusként indult. Legjobb verseit Seherezádé himnusza című kötetében publikálta. Látásmódja, tiszta hangú, finom zeneisége, érzelmes lírája, valamint az emberi viszonyok sajátos, etikai megközelítése, nőies érzékenységre valló, néhol impresszionista hatást mutató prózájának stílusa miatt a szó igazi értelmében asszonyírónak nevezhető. Egyik-másik prózai írását predesztinációt valló erős kálvinizmus jellemzi. Egykori bírálói szóvá tették „levendulás feminizmus”-át. Sokirányú tevékenységéből novella- és regényírói munkássága a legmaradandóbb. Néhány elbeszélése (Szegény kicsi Jula, Rina kincse, Télutó, Vargabetű) hangjának eredetisége, nyelvének költői szépsége miatt sorolható a legjobb kortárs magyar novellák közé. Korai novelláiban gyakori a mesei motívum és a lírai hangulatú epikus ábrázolás.
Vissza-visszatérő témája a magát felszabadító vagy felszabadítani akaró asszonyember sorsa, társadalmi és erkölcsi helyzete, a párválasztás és a nők érzelmi világa, lelki életük szabadsága a férfival való kapcsolatukban. Egy leányanyáról írott regényében, A szent szégyenben a társadalmi előítéletekkel szembeszállva azt bizonygatja, hogy a nők csak a termelőmunkában való részvételükkel, anyagi függetlenségük megteremtésével érhetik el szabadságukat. Az álerkölcsökkel, képmutatással leszámolni akaró írói szándék ebben a regényében a főhős lelki fejlődésének sokszínű költői rajzával párosul.
Az 1920-as évek végén fordulat állt be érdeklődésében. A romantikus feminizmus helyett egyre inkább korának társadalmi kérdései kezdik foglalkoztatni, jószándékú polgári álláspontból vállalta a közéleti harcot. Higgadt és kulturált stílusú, tudatos felépítésű társadalmi regényében, a Földindulásban az erdélyi dzsentri réteg háború utáni pusztulását, végső züllését festi. A néphez való közeledést, valamint a román polgársággal és értelmiséggel való egyezkedést javallja a lecsúszás orvoslására. Főhőseinek tökéletes lélektani hűségű ábrázolásával emelkedik ki életművéből a háborúellenes hangokat is megütő Tüzes kemence, melyben régi témáját, a nő-férfi kapcsolat erkölcsi vetületét dolgozza fel a korábbinál nagyobb igénnyel. „Mondatai úgy csengenek, mint az ötvös kalapácsa az ellenálló fémen. A platina keménységével csillognak. Ez a keménység van a történet vonalvezetésében is. Szoros fegyelmet tart mondanivalójával szemben, pontosan azon az alaprajzon épít, amelyet mint jó építész előre kitervelt.” – írja róla Schöpflin Aladár 1936-ban.
Életműve koronájának szánta és „a lelkiismeret ébrentartása igényével” írta az erdélyi reformmozgalom hősei, id. Szász Károly, ifj. Wesselényi Miklós és társaik emlékének szentelt történeti regényét, A hajnal embereit. „Azt az erdélyi értelmiségi réteget képviselte, mely nem állt ugyan a munkásmozgalom oldalára, de sem a fasizmus előretörése, sem a szovjetellenes háború idején nem hódolt be a fasizmus ideológiájának. És a maga eszközeivel állást is foglalt, amikor 1942-ben megjelent regényében a fasizmussal szemben az önkényuralom, a faji és vallási előítéletek ellen, a szabadságeszmékért harcoló reformkor nagy alakjait, a hajnal embereit állította kortársai elé.” – vallja Katona Szabó István 1957-ben. A regénynek csak az első két kötete jelent meg életében, a teljes regény csak 1995-ben került kiadásra.
Két versét (Balga hegedűn, És jönnek órák…) Trózner József zenésítette meg.

## Művei

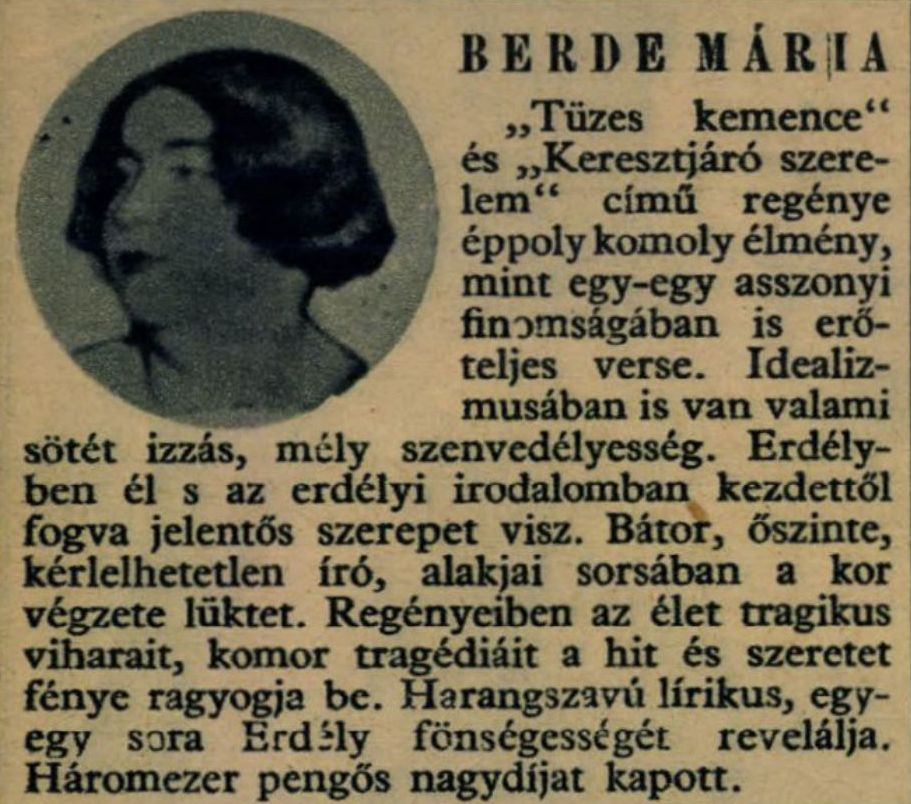
Az 1942. évi Baumgarten-díjasok között

- Szavazzunk, nőtestvéreim! Tíz válasz tíz kifogásra; Romániai Magyar Írószövetség, Cluj-Kolozsvár, 19??
- Bacsányi-Baumberg Gabriella élete és költészete; Stief Ny., Kolozsvár, 1912
- Versek; Athenaeum, Bp., 1913 (Modern könyvtár) MEK
- Az örök film. Müncheni regény; Athenaeum, Bp., 1917 (Athenaeum könyvtár) MEK
- A tükör / Szegény kicsi Jula / Borzhistória; Kosmos, Marosvásárhely, 1920 MEK
- Rina kincse; Pán, Timisoara-Temesvár, 1923 (Pán könyvtár) MEK
- Vízen hold; Haladás, Cluj-Kolozsvár, 1924 MEK
- Haláltánc. Regény; Athenaeum, Bp., 1924 MEK
- A szent szégyen. Regény; Révész, Târgu-Mureş-Marosvásárhely, 1925 (Erdélyi könyvbarátok társasága)
- Enyedi történetek; Tip. Cele Trei Crişuri, Oradea-Nagyvárad, 1926 (Az én könyvtáram)
- Romuald és Andriána. Széphistória; Voggenreiter, Berlin, 1927 MEK
- Seherezáde himnusza. Berde Mária versei; Athenaeum, Bp., 1929 MEK
- Télutó. Elbeszélések; Minerva, Cluj-Kolozsvár, 1928 (Pásztortűz könyvtár) MEK
- R. Berde Mária–Kabdebó Erna: Végre egy férfi! Három egyfelvonásos vígjáték; Révész, Marosvásárhely, 1928
- Földindulás. Regény, 1-2.; ill. Bánffy Miklós, Kós Károly; Erdélyi Szépmíves Céh, Kolozsvár, 1931 MEK
- Pillangó Rebeka története, elbeszélés, Nagyvárad, 1933
- Szentségvivők. Erdélyi regény; Erdélyi Magyar Írói Rend, Oradea-Nagyvárad, 1934 MEK
- Egy kicsi szolgáló. Elbeszélések; Kálvin Ny., Oradea, 1936 (Református könyvtár) MEK
- Tüzes kemence; Nyugat, Bp., 1936  (Az Erdélyi Magyar Írói Rend könyvei) MEK
- Székely népmesék; vál., bev. R. Berde Mária; Ágisz, Braşov, 1937 (Hasznos könyvtár. Közművelődési sor) MEK
- A gyémánt emberke. Székely népmesék; összeáll. Berde Mária; Királyhágómelléki Református Egyházkerület, Oradea, 1938 (Református könyvtár)
- Istenes énekek. Vallásos versek gyűjteménye; szerk. Berde Mária, Orth Győző, Róth Jenő; Királyhágómelléki Református Egyházkerület, Oradea-Nagyvárad, 1939
- Misszióban. Egy szórványmisszó története; Kálvin Ny., Oradea-Nagyvárad, 1940 (Az Oradeai Református (kálvinista) Egyházkerület ismeretterjesztésének kiadványai) MEK
- Az árva királyfi. Eredeti székely népmesék; összeáll. R. Berde Mária; Athenaeum, Bp., 1941 (Magyar tájak mesekincse)
- Keresztjáró szerelem; Athenaeum, Bp., 1941
- A hajnal emberei. Regény, 1-2.; Singer-Wolfner, Bp., 1943
- Ha visszatérsz"... Regény; Központi, Bp., 1943 (Csillagos regény)
- Versek – műfordítások; vál., jegyz. Molnár Szabolcs; Kriterion, Bukarest, 1970
- A hajnal emberei. Regény, I., II., III/A., III/B. kötetek, Az Erdélyi Református Egyházkerület kiadása, Kolozsvár, 1995. Online hozzáférés
- Szentségvivők. Erdélyi regény; szerk., utószó Kuti Márta; Mentor, Marosvásárhely, 1999

## Műfordításai
- Ion Creangă: Gyermekkorom emlékei (Kiss Jenővel, 1950)
- Mihai Eminescu versei